# Рассел Бойд
Рассел Бойд (нар. 21 квітня 1944) — кінооператор, який народився в Сінгапурі, але має громадянство Австралії.
Рассел Бойд зняв на камеру не одну відому кінострічку, зокрема «Брехун, брехун» (1997) та «Доктор Дулітл» (1998), але відомий як оператор історичного пригодницького бойовика з Расселом Кроу та Полом Беттані «Володар морів» (2003), режисером якого став його друг Пітер Вір.

## Вибрана фільмографія
- «Фестиваль дитячих фільмів на Сі-Бі-Ес» (1967—1978)
- «Людина з Гонконгу» (1975)
- «Пікнік біля Навислої скелі» (1975)
- «Таємниці літа» (1976)
- «Проселкові дороги» (1977)
- «Остання хвиля» (1977)
- «Бенні Гілл іде вниз» (1977)
- «Мавзолей Спарксів» (1978)
- «Ланцюгова реакція» (1980)
- «Галліполі» (1981)
- «Рік небезпечного життя» (1982)
- «Ніжне милосердя» (1983)
- «Місис Соффел» (1984)
- «Крокодил Данді» (1986)
- «Крокодил Данді-2» (1988)
- «Кривава присяга» (1990)
- «Майже ангел» (1990)
- «Вічно молодий» (1992)
- «Білі люди не вміють стрибати» (1992)
- «Кобб» (1994)
- «Бляшаний кубок» (1996)
- «Брехун, брехун» (1997)
- «Доктор Дулітл» (1998)
- «Свій хлопак» (1999)
- «Американські герої» (2001)
- «День народження» (короткометражка, 2002)
- «Володар морів» (2003)
- «Примарний вершник» (2007)
- «Шлях додому» (2010)
- «Данді: Син легенди повертається у рідні краї» (2018)

## Нагороди
Рассел Бойд має премію «Оскар» в номінації «Найкраща операторська робота» за фільм «Володар морів».